# Tucson Roadrunners
Tucson Roadrunners är en amerikansk ishockeyklubb från Tucson, Arizona, grundad 1994.
Klubben spelar sedan 2016 i American Hockey League och är NHL-laget Arizona Coyotes farmarlag (tidigare Springfield Falcons). 
Laget spelar i Tucson Convention Center i Tucson.